# John Evelyn le Jeune
John Evelyn le Jeune (1655-1699) est un traducteur anglais. 

## Biographie
Il est le troisième, mais l'aîné des fils survivants de John Evelyn, né le 19 janvier 1655. Le 13 décembre 1660, son père le présente à la reine mère, qui se passionne pour lui. Jusqu'en 1662, il est «élevé parmi les enfants de M. Howard à Arundel House ». En 1665, Edmund Bohun devient son tuteur. Au début de 1667, il est envoyé encore jeune au Trinity College, à Oxford, sous Ralph Bathurst.
Il quitte Oxford en mars 1669 et est admis au Middle Temple le 2 mai 1672. Le 29 mars 1673, son père l'emmene voir l'évêque de Chichester, Peter Gunning, qui lui donne des instructions et des conseils «avant de recevoir le Saint-Sacrement». Le 25 mai de la même année, il intègre Trinity House et, le 10 novembre 1675, il se rend en France dans la suite de l'ambassadeur George Berkeley (1er comte de Berkeley), d'où il revient au mois de mai de l'année suivante.
En décembre 1687, il est employé dans le Devon par le Trésor, en tant que commissaire chargé de la «dissimulation de terres». À peine un an plus tard, il est présenté à Guillaume III d'Orange-Nassau à Abingdon-on-Thames par le colonel Sidney et le colonel Berkeley. En tant que volontaire de la troupe de John Lovelace (3e baron Lovelace), il contribue à la sécurité d’Oxford pour William.
En 1690, il achète le poste de secrétaire du trésor, mais il se retire en moins d'un an. Il est commissaire du revenu en Irlande de 1692 à 1696. Il est rentré chez lui gravement malade et est décédé à Berkeley Street, à Londres, le 24 mars 1699, du vivant de son père.

## Travaux
Evelyn a traduit les travaux suivants :
- 'Des jardins. Quatre livres. D'abord écrit en vers latin par Renatus Rapinus, et maintenant en anglais, Londres, 1673, dédié à Henry Bennet, 1er Comte d'Arlington.
- « L'histoire des grands visiers », Londres, 1677, du français François de Chassepol .
- Plutarque Vie « de d'Alexandre le Grand," pour le « Vies de Plutarque par plusieurs mains » (1683-6).

À la troisième édition de Sylva de son père (1678), Evelyn fournit quelques hexamètres grecs préliminaires, écrits à l'âge de quinze ans; et dans le dernier chapitre, le deuxième livre de sa version d' Hortorum Liber de René Rapin fut réimprimé. Plusieurs de ses poèmes sont imprimés dans les "Miscellanies" de John Dryden et dans "Collection de poèmes" de John Nichols.

## Famille
Evelyn épouse, en 1679, Martha, fille et fille de Richard Spenser, un marchand de dindes. Elle mourut le 13 septembre 1726. Ils ont deux fils et trois filles, mais seul un fils, John, et une fille, Elizabeth (épouse de Simon Harcourt, fils de Simon Harcourt (1er vicomte Harcourt)), ont survécu à l'enfance.
Le fils John, né le 1er mars 1682, marié, le 18 septembre 1705, Anne, fille d'Edward Boscawen de Cornouailles, devient baronnet le 30 juillet 1713, construit une bibliothèque au siège familial de Wotton House, est membre de la Royal Society et commissaire des douanes. Il meurt le 18 juillet 1763. Son petit-fils, sir Frederick Evelyn, soldat, meurt sans descendance en 1812, et ses domaines reviennent à sa veuve, Mary, fille de William Turton, du Staffordshire, qui les lèguent à sa mort en 1817 à John Evelyn, descendant direct de George Evelyn (1530-1603) et grand-père de William John Evelyn. Sir John, cousin germain de Sir Frederick, est le quatrième baronnet et, à la mort de son frère Hugh, en 1848, le titre de baronnet disparait.